# Forte de São Francisco do Penedo
O Forte de São Francisco do Penedo localiza-se na cidade de Luanda, na província de mesmo nome, em Angola.

## História
No contexto da União Ibérica, por determinação de Filipe III de Portugal (1621-1640) foi criada uma comissão para estudar a melhoria da defesa da vila de São Paulo de Luanda, de onde se exercia um ativo tráfico de escravos em direção ao continente Americano. Uma das fortificações propostas foi o Forte de São Francisco do Penedo.
Desde a sua primitiva edificação, constituiu-se em uma das chaves da defesa do porto de Luanda.
Foi reconstruído entre 1765 e 1766, tendo servido como depósito de escravos.
Na sua enfermaria esteve internado José Álvares Maciel, um dos implicados na Inconfidência Mineira no Brasil, condenado à pena de desterro, ao chegar a Luanda em 1792 com pneumonia e escorbuto, antes de ser encaminhado à Fortaleza de Massangano.
No século XX, foi utilizada como prisão política pelo Estado Novo Português.
Actualmente encontra-se em precárias condições de conservação, não apenas devido à sua idade, mas também pela sua utilização como prisão.
O imóvel pertence ao Estado, afectado ao Ministério da Cultura.
Em 2023 foi decidido converter o edifício no Museu de Libertação Nacional e o Governo português vai financiar com 34 milhões de euros a reabilitação e apetrechamento da Fortaleza.